# ITV2
ITV2 är en brittisk tv-kanal ägd av ITV plc.
Kanalen lanserades den 7 december 1998 för digital-tv-plattformen ITV Digital. Länge fanns kanalen bara tillgänglig via det digitala marknätet i England och Wales (i de områden där ITV-företaget ägdes av UNM, Carlton eller Granada) samt via kabel. De skotska och nordirländska företagen SMG plc och Ulster Television använde samma utrymme för att sända S2 respektive UTV2 och först år 2001 började ITV2 sända via satellit på British Sky Broadcastings plattform. S2 och UTV2 stängdes ner år 2001 och 2002 för att ersättas av ITV2 vilket gjorde att kanalen sändes i det digitala marknätet i hela Storbritannien.